# Eidelberg (Lauterhofen)
Der Weiler Eidelberg ist ein Gemeindeteil des Marktes Lauterhofen im Landkreis Neumarkt in der Oberpfalz. Kirchlich gehört Eidelberg zur Pfarrei Lauterhofen im Dekanat Habsberg.
Am 1. Juli 1972 wurde Pettenhofen mit Brenzenwang, Eidelberg und Wilfertshofen nach Lauterhofen eingemeindet. Einziges Denkmal ist die Hofkapelle St. Maria. Ein Satteldachbau aus dem Jahr 1853.